# Shaftesbury Abbey

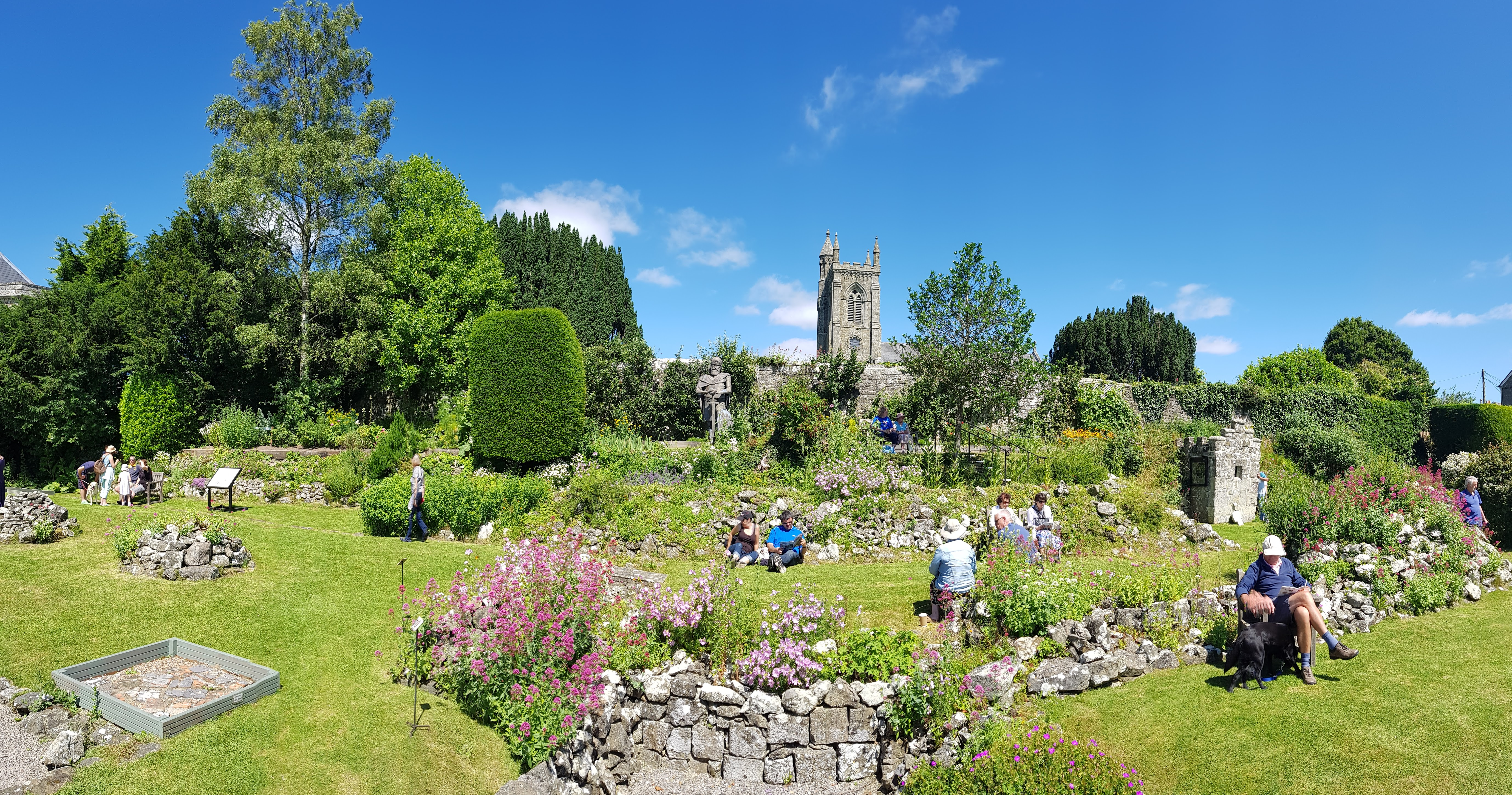
Verstreut in einem Park liegende Ruinen der Shaftesbury Abbey, dahinter die heutige Pfarrkirche

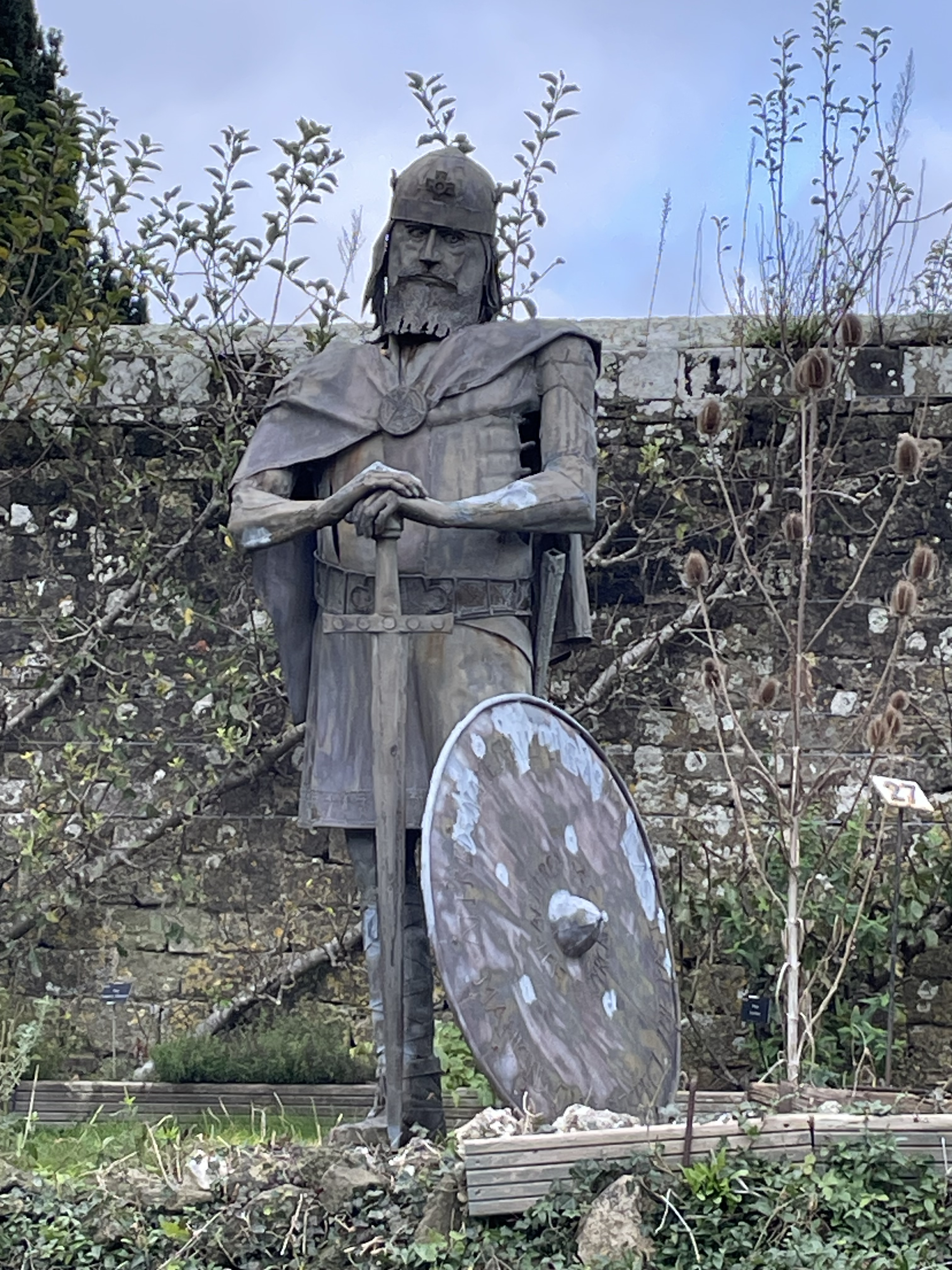
Statue Alfreds des Großen

Shaftesbury Abbey war ein Frauenkloster in der Stadt Shaftesbury in der südenglischen Grafschaft (county) Dorset. Die im Jahr 888 gegründete Abtei galt als wohlhabendste Benediktinerinnenabtei in England und war ein wichtiges Wallfahrtsziel. Sie wurde im Jahr 1539 auf Befehl Thomas Cromwells zerstört.

## Gründung / Frühe Geschichte
Die Shaftesbury Abbey wurde von König Alfred dem Großen (reg. 848–899) und seiner Tochter Æthelgifu begründet, nachdem sie acht Jahre zuvor die gleichnamige Stadt gegründet hatten. Æthelgifu wurde die erste Äbtissin des Klosters. Die Abteigründung führte rasch zu einem starken Wachstum des Ortes. Zwischen 924 und 939 autorisierte König Athelstan zwei Geldpräger, in Shaftesbury Münzen zu prägen. Im Jahr 932 schenkt er der Abtei umfangreiche Ländereien.
Im Jahr 981 wurden die sterblichen Überreste des in Corfe Castle von seiner Stiefmutter ermordeten Königs Edward des Märtyrers in einer umfangreichen Prozession von Wareham in die Abtei überführt. Die Überführung, die auch als Reliquientranslation gesehen werden kann, wurde von St. Dunstan sowie Ælfhere, Earl of Mercia, überwacht; begann am 13. Februar 981 in Wareham und erreichte Shaftesbury nach sieben Tagen. Hier wurden die Gebeine von den Nonnen der Abtei entgegengenommen und mit vollen königlichen Ehren an der Nordseite des Altars bestattet. Während der Überführung von Wareham nach Shaftesbury soll ein Wunder geschehen sein. Zwei verkrüppelte Männer wurden nahe an die Totenbahre gebracht. Als diese von den Trägern auf ihre Höhe gesenkt wurde, soll die Gesundheit der beiden Krüppel wieder vollständig hergestellt gewesen sein. Die Prozession und die Geschehnisse wurden 1981 anlässlich des 1000-jährigen Jubiläums in einer Gedächtnisprozession nachgespielt.
Aus dem Jahr 1001 wird überliefert, dass sich der Sarg, in welchen Edwards Gebeine gelegt worden waren, sich aus der Erde erhoben hatte. König Æthelred gab den Bischöfen den Auftrag, den Sarg seines Bruders zu exhumieren und an einen passenderen Ort zu bringen. Daraufhin entnahmen die Bischöfe dem Grab die Gebeine und legten sie zu anderen Reliquien. Diese Erhebung des Sarges soll sich am 20. Juni 1001 zugetragen haben, denn in diesem Jahr wird Edward heiliggesprochen.
Die Shaftesbury Abbey wurde nun neu der Mutter Gottes sowie dem Heiligen Edward geweiht. Die Stadt wurde in Edwardstowe umbenannt und erhielt ihren ursprünglichen Namen erst nach der englischen Reformation zurück. Zahlreiche Wunder sollen sich am Grab des Heiligen Edward zugetragen haben, darunter die Heilung von Aussätzigen und Blinden. Die Abtei entwickelte sich zur wohlhabendsten Benediktinerinnenabtei Englands.
Im Jahr 1035 starb König Knut der Große in Shaftesbury. Zwar wird er in Winchester bestattet, doch sein Herz soll in Shaftesbury beigesetzt worden sein. Knapp 30 Jahre später (1074) wird die letzte angelsächsische Äbtissin Leofgifu von der ersten normannischen Äbtissin Eulalia abgelöst. An der Abtei beginnen umfangreiche Umbauten und Erweiterungen im normannischen Stil. Die Stadt verlor allmählich an Bedeutung, das Kloster aber gewannr als Wallfahrtsstätte für den Heiligen Edward weiter an Ruhm. Die Domesday-Erhebung von 1086 besagt, dass Shaftesbury inzwischen 80 der 257 Häuser, die es zu Zeiten Edward des Bekenners hatte, verloren hat. Wilhelm von Malmesbury schreibt um 1125, dass Shaftesbury nicht mehr Stadt, sondern nur noch ein Dorf sei. Im Jahr 1218 weist der Papst die Äbtissin an, die Anzahl der Nonnen auf maximal 100 zu beschränken.
Im Jahr 1240 besuchte Kardinal Otto Candidus, päpstlicher Legat Gregors IX., die Abtei und begründete eine Charta, die als erste in das Kopialbuch von Glastonbury aufgenommen wurde. Zwölf Jahre später weist König Heinrich III. seine Richter an, Shaftesbury aufzusuchen und den dortigen Handel zu fördern. Im Jahr 1275 schenkt König Edward I. dem Kloster zwölf Eichen des königlichen Waldes in Gillingham für Bauarbeiten.
Elizabeth de Burgh, Ehefrau von Robert the Bruce, verbrachte um 1310 Teile ihrer Gefangenschaft in der Abtei. Für das Jahr 1340 ist überliefert, dass der Bürgermeister der Stadt vor der Äbtissin seinen Amtseid ablegen musste. Im Jahr 1491 hielt sich König Heinrich VII. in der Abtei auf; zehn Jahre später (1501) kehrte Katharina von Aragón hier auf der Reise zu ihrer Hochzeit mit Prinz Arthur ein.

## Zerstörung
Aus der Zeit der Auflösung der englischen Klöster ist überliefert, dass man sagte, wenn die Äbtissin von Shaftesbury Abbey und der Abt von Glastonbury Abbey heiraten könnten, wäre ihr Sohn durch sein Erbe reicher als der König von England. Auf diese Gelegenheit konnte Thomas Cromwell nicht verzichten, auf sein Betreiben befahl König Heinrich VIII. die Auflösung der Abtei. Im Jahr 1539 erklärte die letzte Äbtissin, Elizabeth Zouche schriftlich ihren Rücktritt; die Abtei wurde zerstört und die Ländereien sowie große Teile der Stadt verkauft. Thomas Arundell, 1. Baron Arundell of Wardour, erwarb im Folgejahr die Abtei und den größten Teil der Stadt. Als er später des Landes verwiesen wurde, ging der Besitz an Pembroke, später in die Hände von Anthony Ashley-Cooper, 7. Earl of Shaftesbury, sowie schließlich des Duke of Westminster über.
Die heutige Befestigung des Gold Hill von Shaftesbury stellt die Reste der ursprünglichen Schutzmauer der Abtei dar.

## Reliquien
Die Reliquien des Heiligen Edward waren bereits im Jahr 1539 versteckt worden, um ihre Entweihung zu vermeiden. Sie wurden erst 1931 von Mr. Wilson-Claridge während einer archäologischen Ausgrabung wiederentdeckt und in umfangreichen Untersuchungen als echt identifiziert. Weitere Untersuchungen bestätigte im Jahr 1970, dass der junge Mann desselben Todes gestorben war, wie es von Edward überliefert ist. Wilson-Claridge übergab die Gebeine der Russisch Orthodoxen Kirche im Ausland, welche sie in einer Kirche in Brookwood Cemetery, in Woking, Surrey unterbrachte.

## Sonstiges
Thomas Hardy schrieb über die Ruinen der Abtei: 

„Vague imaginings of its castle, its three mints, its magnificent apsidal Abbey, the chief glory of south Wessex, its twelve churches, its shrines, chantries, hospitals, its gabled freestone mansions–all now ruthlessly swept away–throw the visitor, even against his will, into a pensive melancholy which the stimulating atmosphere and limitless landscape around him can scarcely dispel.“